# (1676) Kariba
(1676) Kariba ist ein Asteroid des Hauptgürtels, der am 15. Juni 1939 vom südafrikanischen Astronomen Cyril V. Jackson in Johannesburg entdeckt wurde.
Der Name des Asteroiden ist vom Karibastausee zwischen Sambia und Simbabwe abgeleitet.